# Пти-Мюстик
Пти-Мюстик (англ. Petite Mustique) — частный необитаемый остров в Карибском море в составе части архипелага Гренадины, принадлежащей Сент-Винсенту и Гренадинам.

## География
Пти-Мюстик находится примерно в 2 км от самой южной точки острова Мюстик.
Между островами лежит маленькая скалистая земля Пти-Кей, представляющая собой продолжение северо-западной части Пти-Мюстика.
Сам остров, как и все острова архипелага Гренадины, сильно пересечён. 6 оврагов, впадающих в Карибское море, окружают заливы Пти-Мюстика.
Берег острова «усеян» сплошными скалами, что гарантирует малую вероятность добраться до него, а холмы на острове покрыты густой растительностью.

## Мошенничество и права на собственность
Остров находился в частной собственности Тьерри Нано ― гражданина сразу и Бельгии, и Сент-Винсента и Гренадин, купившим остров за небольшие деньги в 1990-х годах, а позже он был вовлечён в несколько схем продажи недвижимости, которая намного дороже её фактической стоимости.
В начале 2007 года Нано обратился к компании «Vizzion Europe», сказав, что остров чистый и плоский, которая согласилась купить Пти-Мюстик за 62 млн. долларов, чтобы построить на острове отель и курорт.
Однако в октябре того же года, после того, как Тьерри Нано выплатили 2,1 млн. долларов, то компания обнаружила, что остров холмистый и окружён мощными течениями, что препятствовало высадке на остров.
Подавая иск на Нано, «Vizzion Europe» обнаружила, что он уже разыскивается за мошенничество и отмывание денег в Бельгии, Италии и США. Однако, Тьерри Нано чудом удалось избежать ареста ФБР в Сент-Винсенте и Гренадинах, возможно из-за бездействия правительства страны.
Во время судебного разбирательства с «Vizzion Europe» и Нано, он продолжал продавать Пти-Мюстик и хотел продать его сыну Мухтара Аблязова. После того, как сын Аблязова обнаружил, что остров не тот, который ему обещали, то Нано отказался возвращать 500 тыс. долларов.
После, Тьерри Нано переехал в Южную Америку, попытавшись свергнуть правительство Республики Парагвай.
Однако в 2012 году он всё-таки был арестован во Франции, а позже был экстрадирован в Италию, где его приговорили к шести годам тюремного заключения. В ноябре 2018 года Нано был приговорён к ещё 30 месяцам лишения свободы и он должен был выплатить компании «Vizzion Europe» штраф в размере 192,5 тыс. евро.